# Modern Rocking
Modern Rocking – album studyjny polskiej wokalistki Agnieszki Chylińskiej. Wydawnictwo ukazało się 23 października 2009 roku nakładem wytwórni muzycznej EMI Music Poland.
Nagrania dotarły do 1. miejsca zestawienia OLiS. 18 listopada 2009 r. płyta uzyskała status platynowej płyty. Do końca roku album osiągnął nakład ponad 45 tys. egzemplarzy.
W lutym 2010 roku wydawnictwo uzyskało nominację do nagrody polskiego przemysłu fonograficznego Fryderyka w kategorii: album roku pop. Z kolei we wrześniu album oraz pochodząca z płyty kompozycja "Nie mogę cię zapomnieć" zostały nagrodzone Superjedynką odpowiednio w kategoriach "Płyta pop" i "Przebój Roku".

## Lista utworów
Opracowano na podstawie materiału źródłowego.
| Nr | Tytuł utworu             | Słowa               | Muzyka                          | Długość |
| -- | ------------------------ | ------------------- | ------------------------------- | ------- |
| 1. | „Ostatnia łza”           | Agnieszka Chylińska | Bartek Królik, Marek Piotrowski | 03:51   |
| 2. | „Foch”                   | Agnieszka Chylińska | Bartek Królik, Marek Piotrowski | 03:34   |
| 3. | „Niebo”                  | Agnieszka Chylińska | Bartek Królik, Marek Piotrowski | 04:31   |
| 4. | „Zima”                   | Agnieszka Chylińska | Bartek Królik, Marek Piotrowski | 04:39   |
| 5. | „Powiedz”                | Agnieszka Chylińska | Bartek Królik, Marek Piotrowski | 04:10   |
| 6. | „Nie mogę Cię zapomnieć” | Agnieszka Chylińska | Bartek Królik, Marek Piotrowski | 04:13   |
| 7. | „Normalka”               | Agnieszka Chylińska | Bartek Królik, Marek Piotrowski | 03:10   |
| 8. | „Plim plam”              | Agnieszka Chylińska | Bartek Królik, Marek Piotrowski | 02:39   |
| 9. | „Wybaczam Ci”            | Agnieszka Chylińska | Bartek Królik, Marek Piotrowski | 03:35   |
|    |                          |                     |                                 | 34:22   |

## Twórcy
Opracowano na podstawie materiału źródłowego.
- Agnieszka Chylińska – wokal prowadzący
- Bartek Królik – gitara basowa, gitara, instrumenty klawiszowe, instrumenty perkusyjne, wiolonczela
- Marek Piotrowski – instrumenty klawiszowe, instrumenty perkusyjne, programowanie instrumentów, miksowanie, inżynieria dźwięku
- Lester Estelle Jr – perkusja
- Kai Blankenberg – mastering